# Toxoplasma
Toxoplasma – rodzaj chorobotwórczego pierwotniaka z rodziny Sarcocystidae.
Występuje tutaj tylko 1 gatunek:
- Toxoplasma gondii

W 1997 roku próbowano wprowadzić podział gatunku T. gondii na 7 oddzielnych gatunków:
- Toxoplasma alencnii
- Toxoplasma brumpti
- Toxoplasma colubri
- Toxoplasma gondii
- Toxoplasma ranae
- Toxoplasma serpai

jednak ta propozycja nie została zaakceptowana.